# Colleen McCullough
Colleen McCullough-Robinson (1 tháng 6 năm 1937 – 29 tháng 1 năm 2015) là nhà văn nữ người Úc nổi tiếng thế giới. Bà được biết đến nhiều nhất với tiểu thuyết Tiếng chim hót trong bụi mận gai.

## Tiểu sử
Bà sinh ra tại Wellington, thuộc rìa tây của New South Wales. Cha mẹ bà là James và Laurie McCullough 
Là một nhà khoa học về thần kinh, bà đã làm việc ở nhiều bệnh viện Anh quốc và Úc trước khi trải qua 10 năm nghiên cứu và giảng dạy tại Khoa Thần kinh học tại Đại học Yale ở New Haven, Connecticut, Hoa Kỳ. Cuối thập niên 1970, bà định cư ở đảo Norfolk với chồng.
Sự nghiệp sáng tác của bà bắt đầu với tiểu thuyết Tim, tiếp theo là Tiếng chim hót trong bụi mận gai (1977), An Indecent Obsession, A Creed for the Third Millennium, The Ladies of Missalonghi, Morgan's Run, và Masters of Rome. Bà đã được Đại học Macquarie cấp học vị tiến sĩ văn học năm 1993.
Ngoài sáng tác, sưu tầm tác phẩm điêu khắc, pha lê, đồ dùng làm bếp và giày là niềm yêu thích của bà. Nhà của Colleen từng có tới hơn 500 đôi giày Italia. Không chỉ nổi nhờ "Tiếng chim hót trong bụi mận gai", các tác phẩm "Người đến từ thành Rome", "Cuộc chạy trốn của Morgan" của bà cũng rất gần gũi với công chúng yêu sách.

## Tác phẩm

### Masters of Rome
1. The First Man in Rome (Người đến từ thành Rome, 1990)
2. The Grass Crown (1991)
3. Fortune's Favorites (1993)
4. Caesar's Women (1996)
5. Caesar: Let the Dice Fly (1997)
6. The October Horse (2002)
7. Antony and Cleopatra (2007)

### Tiểu thuyết
- Tim (1974)
- Tiếng chim hót trong bụi mận gai (1977)
- An Indecent Obsession (1981)
- A Creed for the Third Millennium (1985)
- The Ladies of Missalonghi (1987)
- The Song of Troy (1998)
- The Courage and the Will: The Life of Roden Cutler VC (1999)
- Morgan's Run (Cuộc chạy trốn của Morgan, 2000)
- The Touch (2003)
- Angel Puss (2004)
- On, Off (2006)